# الکتروانسفالوگرافی جنین

گروهی از سلولهای عصبی فعال جریانهایی ایجاد می‌کنند که می‌توانند با استفاده از EEG در سطح پوست سر ثبت شوند.

الکتروانسفالوگرافی جنین، همچنین به عنوان EEG پیش از تولد شناخته می‌شود که شامل هرگونه ثبت نوسانات الکتریکی ناشی از مغز جنین نیز می‌باشد. پزشکان و دانشمندان با استفاده از EEGها برای تشخیص و توصیف فعالیت مغز مانند حالت‌های خواب، تشنج احتمالی یا سطح کما استفاده می‌کنند. EEG فعالیت الکتریکی را در مجاورت الکترود ثبت ضبط می‌کند. اکثر فعالیت الکتریکی عصبی ناشی از جریان از بدنهٔ سلولی نورونهای هرمی به خود دندریت آپیکال است، که با ورودی‌های تحریکی از سلول‌های عصبی دیگر دپولاریزه می‌شوند. برای ثبت دقیق‌ترین سیگنال‌ها، دانشمندان سعی می‌کنند فاصله بین الکترود ثبت و فعالیت عصبی را که می‌خواهند تشخیص دهند، به حداقل برسانند. با توجه به دشواری اتصال الکترود به جنین در داخل رحم، پزشکان و دانشمندان از روشهای مختلفی برای ثبت فعالیت مغز جنین استفاده می‌کنند.
سه روش معمول برای ثبت فعالیت الکتریکی مغز قبل از تولد عبارتند از:
- اتصال الکترود در حین جراحی برداشتن جنین به‌طور مستقیم از روی پوست سر جنین
- اتصال الکترود روی شکم مادر یا دهانهٔ رحم برای ثبت فعالیت از جنین در سه‌ماهه سوم
- اتصال الکترود به پوست سر نوزاد در حین زایمان و وضع حمل.

ثبت جوانترین جنین بین ۴۳ تا ۴۵ روز بارداری انجام شد و برخی از ویژگی‌های EEG مشاهده شده در نوزادان را آشکار کرد.

## تاریخچه
در سال ۱۹۴۲، دکتر لیندسلی اولین فعالیت الکتریکی را از مغز یک نوزاد متولد نشده ثبت کرد وقتی که متوجه شد ثبت الکتریکی از ناحیه پایین شکم همسر باردارش شبیه ثبت‌های الکتریکی از پوست سر نوزاد است. برای پیگیری، در سال ۱۹۵۵، برنستین، بورکوفسکی و پرایس، سی و دو EEG جنینی را که در طی زایمان از شکم مادر و دهانهٔ رحم ثبت شده بود، مورد بررسی و توصیف قرار دادند. با این حال، از آنجا که دانشمندان نمی‌توانند الکترودها را به پوست سر جنین بچسبانند، به دست آوردن ثبت مداوم دشوار بود. با اختراع الکترودهای فنجان مکش، پزشکان می‌توانند ثبت مداوم را از همان محل مغز در حین زایمان و وضع حمل دریافت کنند. از ۱۹۵۵–۱۹۷۶، بسیاری از گروه‌های علمی EEG را از الکترودهای قرار داده شده بر روی شکم مادر ثبت کرده‌اند، یا با استفاده از یک اسپکولوم بر روی دهانه رحم قرار داده شدند، و روش‌ها بهبود یافتند
در دهه ۱۹۸۰، MRI عملکردی یا مگنتو آنسفالوگرافی به ابزار اصلی تحقیق برای مطالعه بارداری رشد مغز انسان تبدیل شدند. با این حال، EEG جنین در تنظیمات بالینی برای تعیین حالت‌های خواب در نوزادان یا پریشانی جنین غلبه داشت.

## الگوهای EEG جنین
نوزادان سالم دو الگوی فعالیت الکتریکی را به عنوان فعالیت «ناپیوسته» و «ردیابی متناوب» توصیف می‌کنند. فعالیت الکتریکی «ناپیوسته» انفجار شدید فعالیت الکتریکی و به دنبال آن امواج با فرکانس پایین را توصیف می‌کند. فعالیت الکتریکی «ردیابی متناوب» وقفه‌های تیز و به دنبال آن فواصل دامنه بلند کوتاه را توصیف می‌کند. فعالیت ردیابی متناوب با خواب آرام ارتباط دارد. در سه‌ماهه سوم، معمولاًجنین‌های در حال رشد الگوهای متناوب و ناپیوسته شبیه به اندازه‌گیری شده از نوزادان عادی را نشان می‌دهند. جالب توجه است، هرچه نوزادان نارس در سن حاملگی پیشرفت می‌کنند، احتمال بروز امواج با فرکانس پایین  و فعالیت ردیابی متناوب بیشتر وجود دارد. فعالیت ناپیوسته هرچه پیرتر از نوزاد نارس به دنیا بیاید نادرتر می‌شود.

## تکنیک‌ها

### ثبت‌های مربوط به خاتمه جراحی بارداری
بین سالهای ۱۹۵۵ و ۱۹۶۱، وینسلو بورکوفسکی و ریچارد برنستین، پزشکان بیمارستان کالج پزشکی جفرسون، جنین‌های کوچک متولد نشده‌ای را که در حاملگی خارج رحمی برداشته شده، موقتاً حفظ کردند و از مغز آنها ثبت می‌گرفتند. این تیم از الکترودهای سوزنی برای ثبت فعالیت مغز در ۳ میلی‌متر و ۱ سانتی‌متر زیر سطح مغز استفاده کردند. این الکترودها به بافت جمجمه نفوذ کردند و این مشکل تداخل الکتریکی از ماهیچه‌های اطراف را حل می‌کند.
جوانترین جنینی که بورکوفسکی و برنستین مورد مطالعه قرار دادند بین ۴۳ تا ۴۵ روز پس از لقاح بود - تنها ۱۶ میلی‌متر طول داشت. در ۴۵ روز پس از بارداری، مغز به جلو خم شده و تقریباً به اندازه کل بدن جنین است و امکان این ثبت‌های عمیق را می‌دهد. سیگنالهای الکتریکی جنین ۴۵ روزه شبیه به الگوهای «ناپیوسته» مشاهده شده در نوزادان سالم، نوزادان نارس و جنین در آخرین سه‌ماهه بارداری است. پزشکان همچنین الگوهایی را مشاهده می‌کنند که در بزرگسالان شباهت به " دوک خواب " دارد. دانشمندان ثبت را ادامه دادند تا اینکه به‌طور مداوم الگوهای مرگ مغزی را مشاهده کردند، زیرا جنین‌ها نمی‌توانند در خارج از رحم زنده بمانند.

### ثبت‌هایی از شکم مادر
برای ثبت دقیق‌ترین سیگنال‌های مغزی، دانشمندان سعی می‌کنند با استفاده از سونوگرافی فاصله بین الکترودهای ثبت و قشر جنین را به حداقل برسانند تا الکترودهای موجود بر روی شکم مادر را تا حد ممکن نزدیک به سر جنین کنند. EEGهای اصلی جنین از ثبت از طریق شکم مادر حاصل می‌شوند. با این حال، فعالیت الکتریکی از قلب مادر، عضلات شکم و رحم مادر همه باعث ایجاد مصنوعات در ثبت EEG جنین می‌شود. مصنوعات فعالیت الکتریکی است که توسط EEG شناسایی شده و منبعی است که دانشمند نمی‌خواهد آن را اندازه‌گیری کند. عضلات فعالیت الکتریکی را در محدوده ۲۰–۱۰۰هرتز ایجاد می‌کنند، و دیوارهٔ رحم فعالیت موج آهسته و فعالیت موج سریع مربوط به فشار داخل رحمی را ایجاد می‌کند. علاوه بر این، ضربان قلب مادر در هر الکترود ثبت می‌شود و باید با الگوریتم‌های رایانه ای فیلتر شود.
ثبت‌های مربوط به شکم مادر یا دهانهٔ رحم کمتر از ۵ سانتی‌متر بافت بین پوست مادر و قشر جنین دارد. یک موج آهسته معمولی انسان در دامنه ۱۰۰–۵۰۰ میلی ولت است، اما قدرت ولتاژ با مربع فاصله بین فعالیت عصبی و الکترود ثبت کاهش می‌یابد. دانشمندان حتی با تکنیک‌های مدرن هنوز هم در تشخیص فعالیت مغز ثبت شده از خارج از رحم مشکل دارند.

### ثبت‌هایی از پوست سر در حین زایمان
پزشکان می‌توانند EEG را بدون دخالت در ضربان قلب مادران و ماهیچه‌های رحمی با اتصال الکترودهای فنجان مکش به پوست سر نوزاد متولد نشده در حین زایمان و وضع حمل، ثبت کنند. این الکترودها با استفاده از مکش در جای خود نگه داشته می‌شوند و به محض شکستن غشای آمنیوتیک مادر و افزایش دهانهٔ رحم به ۳ سانتیمتر، به کار گرفته می‌شوند. مزیت الکترودهای فنجان مکش این است که بر خلاف الکترودهای موجود در شکم مادر، ثبت‌های مداوم از همان محل مغز جنین ارائه می‌دهند.
قبل و در حین زایمان، الگوهای ردیابی متناوب را می‌توان در EEG جنین مشاهده کرد. الگوی ردیابی متناوب با خواب آرام در نوزادان تازه متولد شده ارتباط دارد. هنگام خواب فعال REM، ثبت EEG از جنین بیشتر فعالیت سریع ولتاژ کم را نشان می‌دهد. در هنگام خواب بدون REM آرام، ثبت EEG از جنین بیشتر فعالیت کند با ولتاژ بالا را نشان می‌دهد. در کمال تعجب، جنین بیشتر وقت زایمان و وضع حمل را در خواب می‌گذراند.